# Dylan Riley Snyder
Dylan Riley Jacob Snyder (Tuscaloosa, Alabama, 1997. január 24. –) amerikai színész, énekes, táncos.
Legismertebb alakítása Milton a 2011 és 2015 között futott Harcra fel! című sorozatban. Ezen kívül az Élet a háború idején című filmben is szerepelt.

## Fiatalkora
Snyder az alabamai Tuscaloosában született. Édesanyja Ashley Synder, édesapja Les Snyder. Van egy nővére is, Cassidy. 2003-ban Petalba költöztek.

## Pályafutása
2005 augusztusában Snyder és az édesanyja New Yorkba költöztek. Megkapta a Broadwayen a fiatal Tarzan szerepét a Tarzan: The Broadway Musical című zenés darabban. 2009 szeptemberében szerepelt az Élet a háború idején című filmben. 2010 nyarán megkapta Milton Krupnick szerepét a Disney XD Harcra fel! című sorozatában.

## Magánélete
Snyder édesanyjával Los Angelesben élt a Harcra fel! forgatásakor. Szabadidejében Rubik-kockát rakosgatja, origamizik, cselgáncsonzik, biliárdozik és a sakkozik.
2014 decemberében megismerkedett Allisyn Ashley Arm színésznővel. 2019. január 1-én eljegyezte, majd 2019. szeptember 18-án házasodtak össze.

## Filmográfia

### Filmek
| Év   | Magyar cím           | Eredeti cím         | Szerep          | Magyar hang  |
| ---- | -------------------- | ------------------- | --------------- | ------------ |
| 2015 |                      | Mamaboy             | Milton          |              |
| 2009 |                      | Valley of the Moon  | Leo Amatog      |              |
| 2009 | Élet a háború idején | Life During Wartime | Timmy Maplewood | Boldog Gábor |

### Televíziós szerepek
| Év        | Magyar cím               | Eredeti cím      | Szerep                     | Megjegyzések                            |
| --------- | ------------------------ | ---------------- | -------------------------- | --------------------------------------- |
| 2019      | Will és Grace            | Will & Grace     | DJ                         | 1 epizód: Pappa Mia                     |
| 2017      | Better Call Saul         | Better Call Saul | Skeev fiatalon             | 1 epizód: Mabel                         |
| 2013      | Modern család            | Modern Family    | Neal                       | 1 epizód: Vásári forgatag               |
| 2011–2015 | Harcra fel!              | Kickin' It       | Milton Krupnick            | főszereplő magyar hangja Császár András |
| 2011      |                          | Game On!         | önmaga                     | 1 epizód: Pair of Kings vs. Kickin' It  |
| 2008–2009 | Csudalények – Minimentők | Wonderpets       | Griffin / Hound Dog (hang) | 2 epizód                                |
| 2009      | Szezám utca              | Sesame Street    | különböző karakter         | 2 epizód                                |